# Ponte terrestre de Arabat

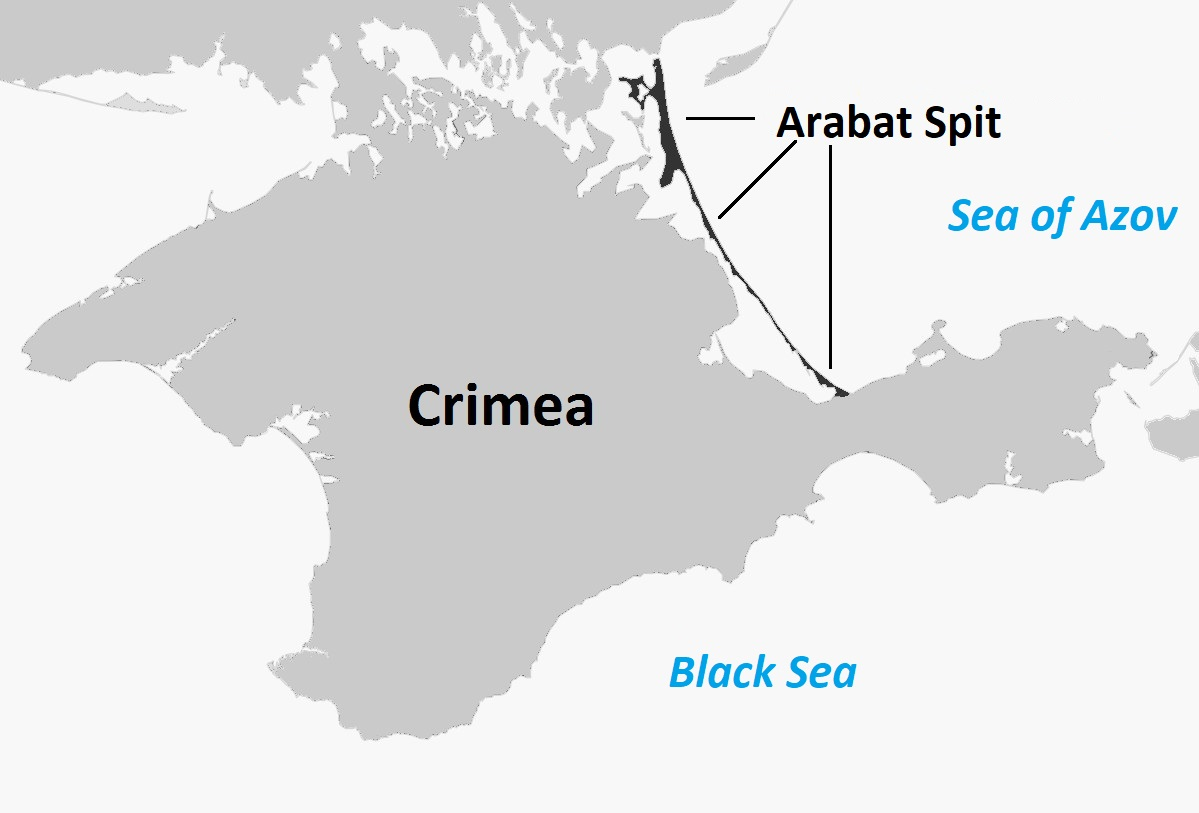
Localização da Ponte terrestre de Arabat

Ponte terrestre de Arabat (em ucraniano:  Арабатська коса, em russo:  Араба́тская коса́) é um cordão litoral (faixa estreita de terra) que separa um grande, raso e muito salgado sistema de lagoas chamado Syvash do Mar de Azov. O cordão está situado entre o Estreito de Henichesk ao norte e às costas do nordeste da Crimeia ao sul.

## Etimologia
O cordão é comumente chamado de "Flecha de Arabat" (em russo:  Арабатская стрелка, transl. Arabatskaya strelka; em ucraniano:  Арабатська стрцлка, transl. Arabatska strilka; em tártaro da Crimeia:  Arabat beli) na Rússia e Ucrânia. O motivo pela qual a forma de terra é chamada de "flecha" não é conhecido (pode ser baseada no seu formato), mas tem sido chamada assim desde pelo menos meados do século XIX.
O nome "Arabat" vem da fortaleza de Arabat, uma fortificação turca do século XVII no extremo sul do cordão. "Arabat" deriva do árabe "rabat" que significa "posto militar" ou "rabad" que significa "subúrbio".